# کریستوف کوکار
کریستوف کوکار (فرانسوی: Christophe Cocard‎؛ زادهٔ ۲۳ نوامبر ۱۹۶۷) بازیکن سابق فوتبال اهل فرانسه است.
از باشگاه‌هایی که در آن بازی کرده‌است می‌توان به باشگاه فوتبال کیلمارنوک، باشگاه فوتبال اوسر، و باشگاه فوتبال المپیک لیون اشاره کرد.
وی همچنین در تیم ملی فوتبال فرانسه بازی کرده‌است.